# Лорент, Пётр Павлович
Пётр Павлович Лорент (1898—1966) — начальник Транспортного управления МВД СССР, генерал-майор (1945).

## Биография
Родился в русской семье чёрнорабочего. В 1909 окончил 1 класс школы в Ораниенбауме, с июня 1912 работал подмастерьем в пекарне Больтц в Старом Петергофе. В декабре 1916 призван в царскую армию. Служил в 3-м запасном пехотном полку в Старом Петергофе, с июня 1917 в 1-м Крепостном полку в Кронштадте. Член РСДРП(б) с сентября 1917. С апреля 1918 служащий Нарвского районного совета Петрограда.
В органах госбезопасности с 1918, работал в подразделениях контрразведки на транспорте. В 1929—1932 начальник 3-го отделения Дорожно-транспортного отдела (ДТО) ОГПУ Южных железных дорог, помощник, заместитель начальника ДТО ОГПУ Южных железных дорог. В 1932—1933 начальник ДТО ОГПУ Екатерининской железной дороги. В 1933—1934 заместитель начальника ДТО ОГПУ Южных железных дорог. В 1934—1935 начальник Водно-транспортного отдела (ВТО) ОГПУ Нижневолжского бассейна, начальник ВТО НКВД Нижневолжского бассейна. В 1935—1937 начальник Транспортного отдела УГБ УНКВД по Калининской области, начальник ДТО НКВД Калининской железной дороги. В 1935—1936 учился в Центральной школе НКВД. В 1937—1939 заместитель начальника ДТО НКВД Закавказской железной дороги. В 1939—1941 начальник ДТО НКВД железной дороги им. В. М. Молотова. В 1941 заместитель начальника 4-го отделения 6-го отдела 2-го управления (контрразведка) НКГБ СССР, заместитель начальника Отделения «О» 2-го управления НКГБ СССР, заместитель начальника 6-го отдела 2-го управления НКГБ СССР. В 1941—1943 начальник Транспортного отдела НКВД железной дороги им. Ф. Э. Дзержинского. В 1943—1947 начальник Транспортного отдела НКГБ—МГБ железной дороги им. Ф. Э. Дзержинского. В 1947—1950 начальник Управления охраны МГБ Московско-Курской железной дороги. В 1950—1953 начальник Управления охраны МГБ Московско-Рязанской железной дороги. В 1953 г. исполняющий обязанности начальника начальника, начальник 6-го (Транспортного) управления МВД СССР. В 1953—1954 начальник ДТО МВД Московско-Окружной железной дороги. 30 января 1954 уволен из МВД «по фактам дискредитации». С марта 1954 на пенсии, проживал в Москве.

### Звания
- 25.12.1935, капитан государственной безопасности;
- 07.08.1940, майор государственной безопасности;[3]
- 14.02.1943, полковник государственной безопасности;
- 22.08.1944, комиссар государственной безопасности;
- 09.07.1945, генерал-майор[4][5].

### Награды
2 ордена Ленина (21 февраля 1945, 29 июля 1945), 2 ордена Красного Знамени (3 ноября 1944, 25 июля 1949), ордена Отечественной войны I степени (24 августа 1949), Трудового Красного Знамени (30 июля 1942), 2 ордена Красной Звезды (17 сентября 1943, 24 февраля 1945), нагрудный знак «Почётный работник ВЧК-ГПУ (XV)» (20 декабря 1932), 5 медалей.